# Mark Rutte
Mark Rutte (nederländskt uttal: [ˈmɑr(ə)k ˈrʏtə]
 ( lyssna)), född 14 februari 1967 i Haag, är en nederländsk politiker för det liberala Folkpartiet för Frihet och Demokrati (VVD) och Nederländernas premiärminister mellan 2010 till 2024. Rutte är Natos generalsekreterare sedan oktober 2024.
Han var statssekreterare för sociala frågor och arbetsmarknad från 22 juli 2002 till 17 juni 2004 och statssekreterare för utbildning, kultur och vetenskap från 17 juni 2004 till 27 juni 2006 i regeringarna Balkenende I och II. Han lämnade därefter statssekreterarposten för att bli gruppledare för VVD i andra kammaren i Nederländernas parlament.
Han var VVD:s toppkandidat i valet 2006 och åter i valet 2010, där VVD blev det största partiet. År 2012 utlyste han nyval efter sammanbrott i samarbetet med PVV. I nyvalet 2012 ledde han åter partiet till valseger med partiets högsta siffror någonsin. Efter en full mandatperiod var Rutte åter toppkandidat i valet 2017 och VVD blev återigen största parti. Efter regeringsförhandlingar fick Rutte under hösten 2017 på nytt förtroendet att leda regeringen. Från 31 maj 2006 till 14 augusti 2023 var han VVD:s partiledare.
Ruttes första regering som tillträdde 2010 var Nederländernas första minoritetsregering sedan andra världskriget. Regeringskoalitionen bestod av VVD och kristdemokratiska CDA och hade parlamentariskt stöd från högerpopulistiska Frihetspartiet och dess ledare Geert Wilders. På grund av oenighet kring nedskärningar i den nederländska ekonomin, drog emellertid Frihetspartiet tillbaka sitt stöd i april 2012 och den 23 april 2012 lämnade därför Mark Rutte in sin avskedsansökan till drottning Beatrix av Nederländerna. I parlamentsvalet 2012 vann VVD 41 mandat och partiet fortsatte att vara de största partiet i andra kammaren, vilket, efter en regeringsombildning, resulterade i att Rutte påbörjade sin andra mandatperiod. Ruttes andra regering tillträdde 5 november 2012, och är en majoritetsregering där VVD regerar tillsammans med Arbetarpartiet.
Efter fem års regerande var det dags för ordinarie val under 2017. I parlamentsvalet 2017 vann VVD 33 mandat och blev trots ett opinionstapp åter det största partiet i andra kammaren. Efter en rekordlång regeringsombildning påbörjade Rutte sin tredje regering Rutte III som tillträdde 26 oktober 2017. Regeringen och Rutte lämnade in sin avskedsansökan den 15 januari 2021 efter kritik mot regeringens roll i en bidragsskandal.

## Karriär
Rutte föddes i Haag och gick på ett lokalt gymnasium där han specialiserade sig på konst, från 1979 till 1985. Även om hans ursprungliga ambition var att gå på ett konservatorium för att bli en konsertpianist, började han att studera historia vid Universitetet i Leiden, där han erhöll en magisterexamen i historia 1992. Han kombinerade sina studier med en position i styrelsen för JOVD, VVD:s ungdomsförbund, som han även var ordförande mellan 1988 och 1991.
Efter sina studier började han jobba inom affärsvärlden och då som chef för Unilever och Calvé. Fram till 1997 var han en del av personalavdelningen för Unilever och spelade en ledande roll i flera omorganiseringar. Mellan 1997 och 2000 var han personalchef för Van den Bergh Nederland, ett dotterbolag till Unilever. År 2000 blev han medlem i Corporate Human Resources Group. Från 2002 var han chef för Human Resources for IgloMora Groep, ett annat dotterbolag till Unilever.
Mellan 1993 och 1997 var han ledamot i den nationella styrelsen för VVD. Han var också medlem av VVD:S kandidat kommitté för Parlamentsvalet i Nederländerna 2002. Han valdes till ledamot av Generalstaternas andra kammare år 2003.

## Politisk karriär
Rutte var Statssekreterare (biträdande minister) för sociala frågor och sysselsättning från den 22 juli 2002 till den 17 juni 2004 i Balkenendes första och andra regering. Han var ansvarig för områden inkluderade av bijstand (kommunal välfärd) och arbeidsomstandigheden (arbetarskydd och hälsa). Efter valet 2003 var Rutte kort också ledamot av Generalstaternas andra kammare, mellan 30 januari och 27 maj 2003. 
Rutte var Statssekreterare för högre utbildning och vetenskap, och ersatte Annette Nijs, från 17 juni 2004 till den 27 juni 2006 i Balkenendes andra regering. I den positionen visade Rutte särskilt intresse för att göra det nederländska systemet för högre utbildning mer konkurrenskraftigt internationellt, genom att försöka göra det mer marknadsorienterat. Han skulle ha ersatts av den tidigare Haag-rådmannen Bruno Bruins. Precis när Bruins skulle tillträda föll Balkenendes andra regering. I Balkenendes tredje regering, formad precis efter den andra, efterträdde Bruins Rutte som statssekreterare. 
När Rutte avgick som statssekreterare i juni 2006 var det för att återvända till Generalstaternas andra kammare och blev snart gruppledare i andra kammaren för VVD. Rutte blev snart en viktig person inom VVD:s ledarskap och var partiets kampanjledare för kommunalvalen 2006.

### Ledarskapvalet 2006
Efter Jozias van Aartsens avgång tävlade Rutte om partiledarskapet mot Rita Verdonk och Jelleke Veenendaal. Den 31 maj 2006 meddelades det att Mark Rutte skulle bli partiets nästa partiledare. Han valdes av 51,5% av partiets medlemmar. Ruttes kandidatur stöddes av VVD:S ledning, bland annat av partiets styrelse och av många framstående politiker som Frank de Grave, tidigare försvarsminister, Ivo Opstelten, borgmästare i Rotterdam och Ed Nijpels, Drottningens kommissionär i Friesland. Partiets ungdomsförbund, där han tidigare varit ordförande stödde också honom. Under valet lovade han "att göra folkpartiet för frihet och demokrati till ett parti för alla och inte bara för eliten". Hans ungdomliga framträdande har liknats vid den framgångsrika förre ledaren för Arbetarpartiet, Wouter Bos. 
När Rutte skulle tillträda gjorde han klart att han ville förändra VVD till ett parti där alla, inte bara "där de lyckliga få" kan känna sig bekväma. Han klargjorde också att de nuvarande sociala trygghetssystems idéerna som Arbetarpartiet föreslagit var alldeles för konservativa och att det var osannolikt att de skulle kunna samarbeta eller bilda en koalition efter nästa val. Senare klargjorde han att Kristdemokratisk appell (CDA) var ett parti som "Folkpartiet för frihet och demokrati skulle kunna göra affärer med". 

### Parlamentsvalet 2006
Före Parlamentsvalet i Nederländerna 2006 gjorde VVD en mycket usel kampanj med Rutte som ledare. Rutte har fått kritik inifrån det egna partiet för kampanjen. Rutte sades gå bakom ryggen av hans partimedlemmar Rita Verdonk och Gerrit Zalm, samt att han inte lyckades tränga sig in mellan Wouter Bos och Jan Peter Balkenende, som i allmänhet sågs som de två främsta kandidaterna till Nederländernas näste premiärminister. Den 27 november blev det känt att Rita Verdonk lyckats få fler röster än Rutte. Rutte fick 553 200 röster mot Verdonks 620 555.

### Beslutet om uteslutning av Rita Verdonk
Efter upprepad kritik från Rita Verdonk om partiets politik uteslöt Rutte henne den 14 september 2007 från partigruppen i parlamentet. En månad senare sade Rita Verdonk upp sitt medlemskap i partiet.

### Parlamentsvalet 2010

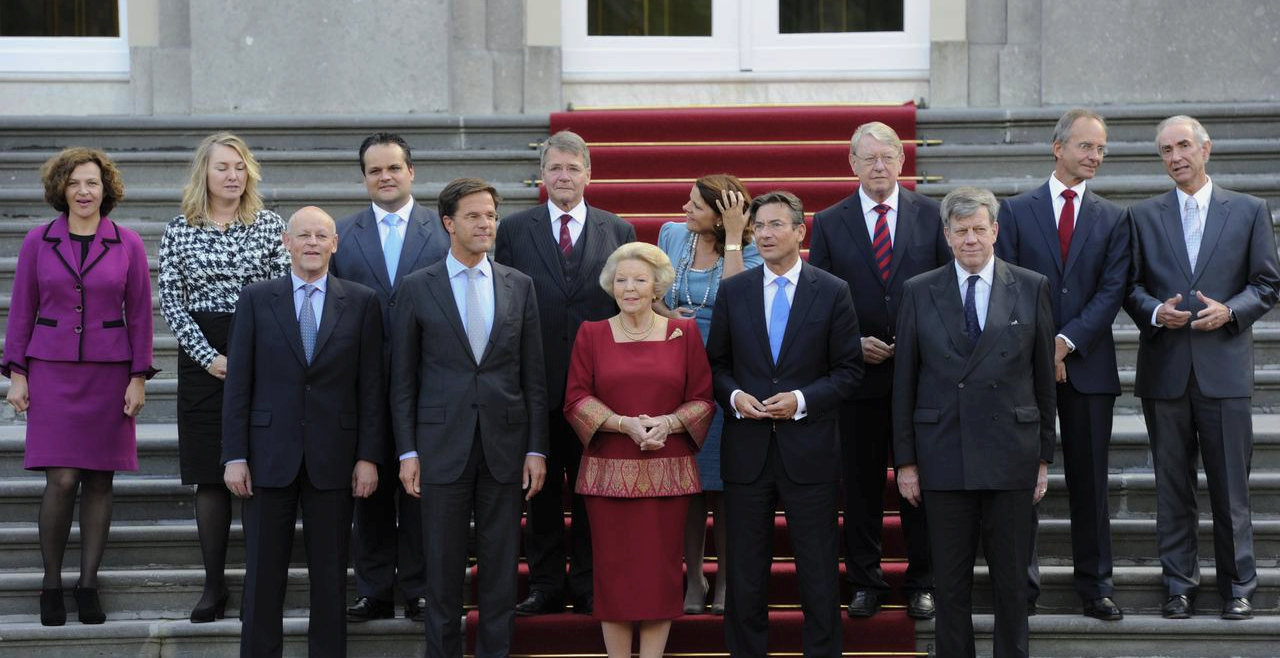
Mark Rutte med sin regering vid tillträdandet som premiärminister den 14 oktober 2010.

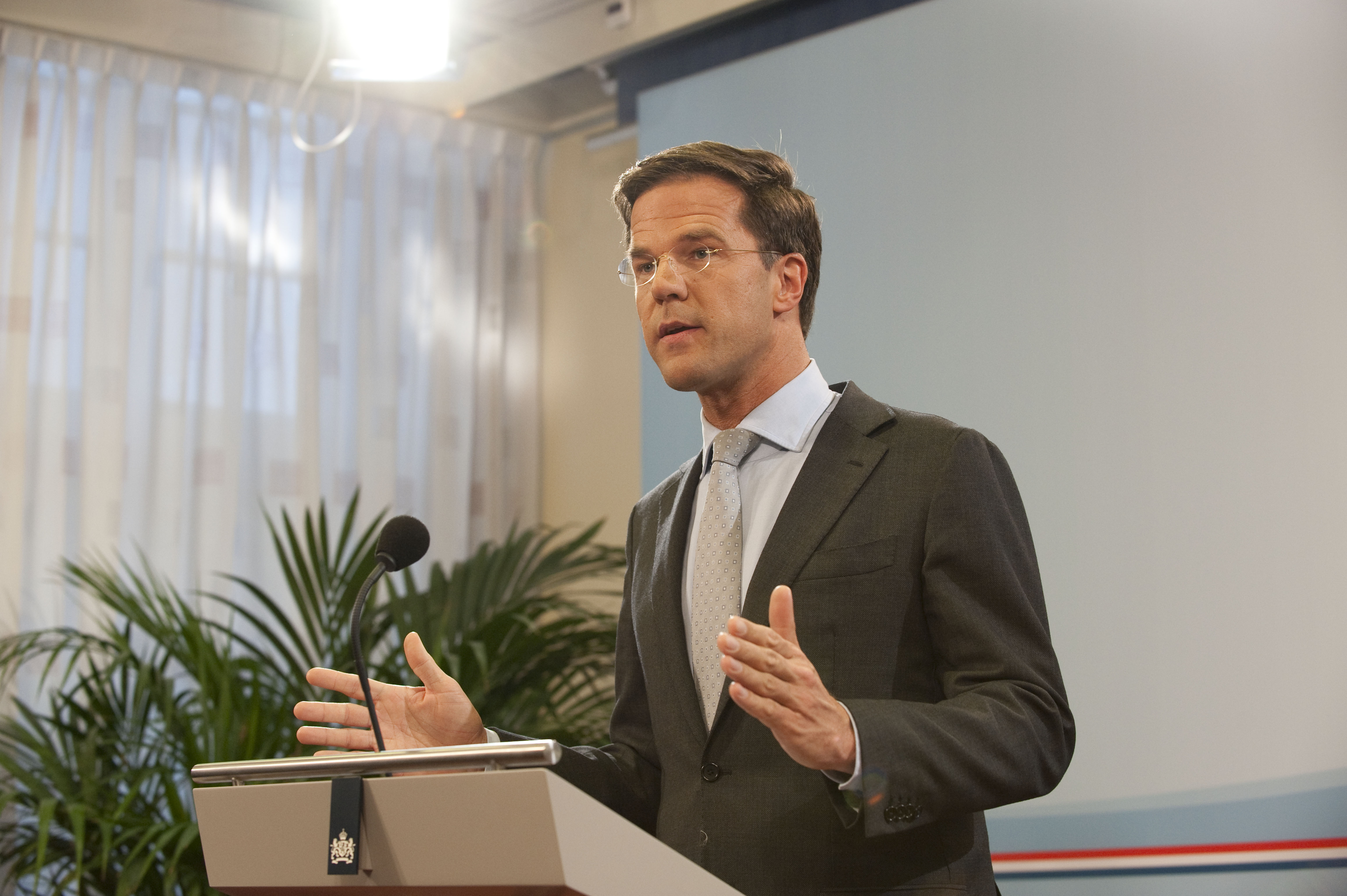
Mark Rutte på sin första dag som Nederländernas premiärminister den 14 oktober 2010.

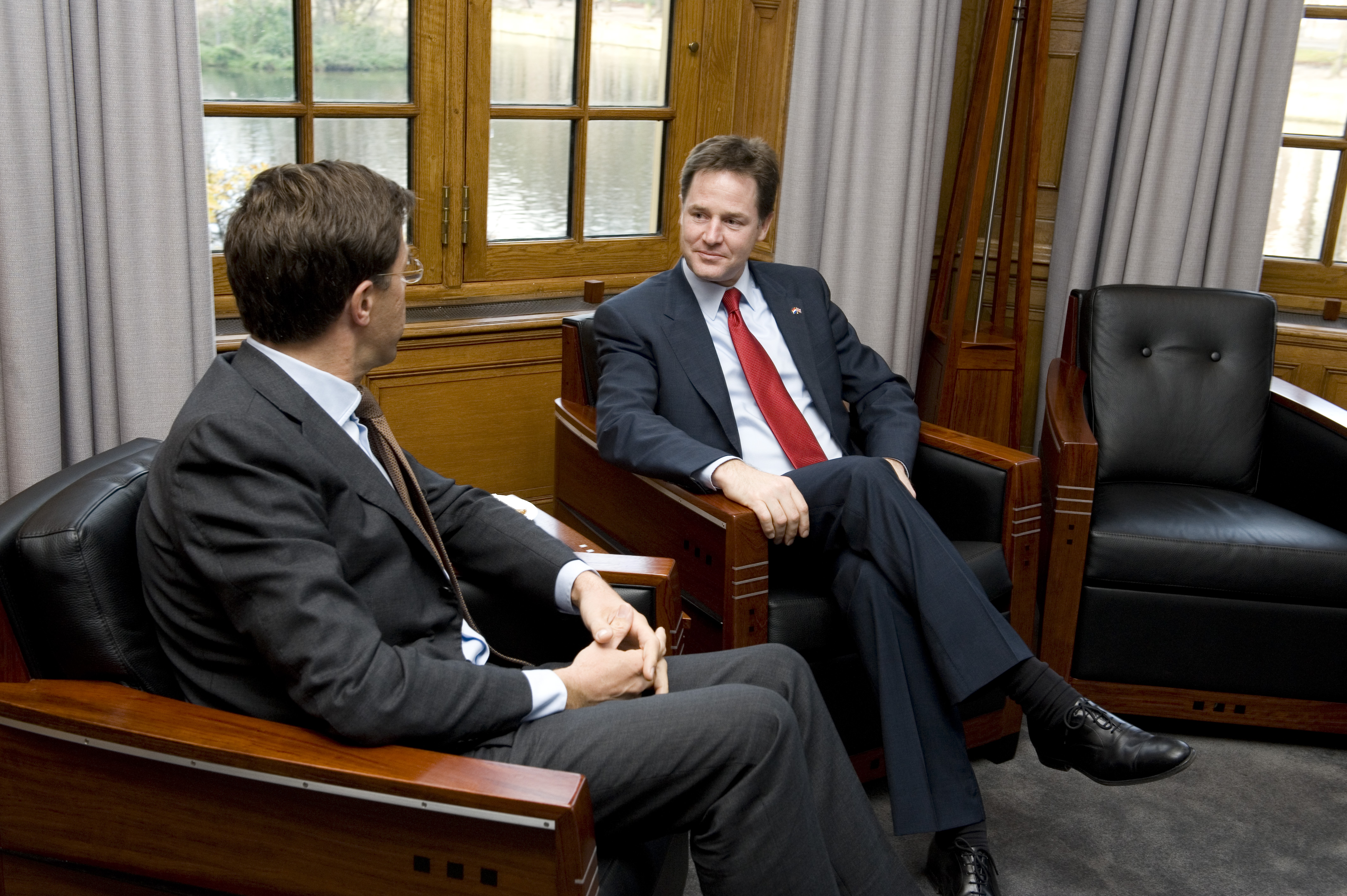
Mark Rutte tillsammans med Storbritanniens vice premiärminister Nick Clegg den 15 november 2010.

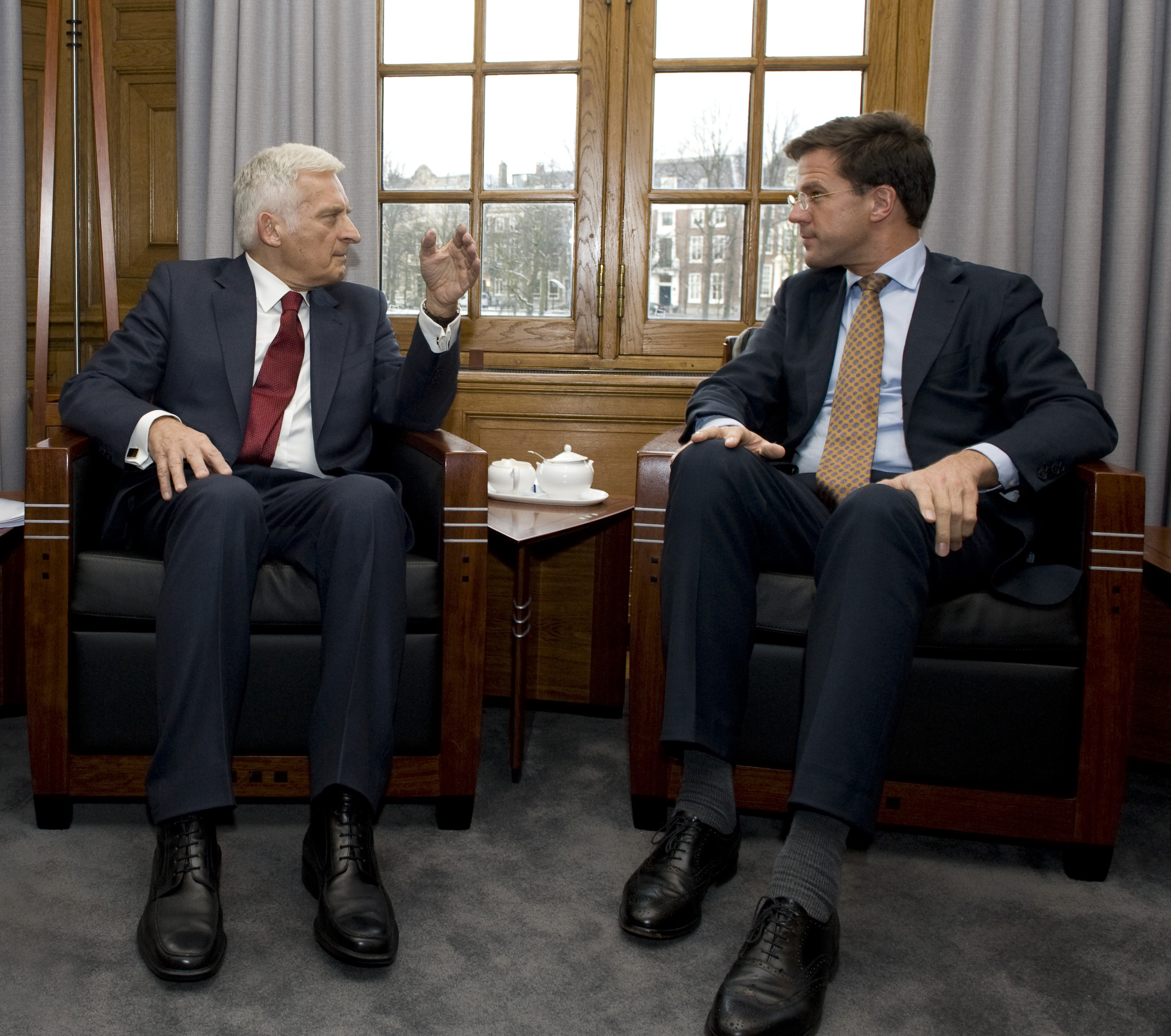
Mark Rutte tillsammans med Europaparlamentets talman Jerzy Buzek den 30 november 2010.

I det nederländska valet 2010 var Rutte återigen VVD:s premiärministerkandidat. Med 31 mandat, blev hans parti det största i andra kammaren för första gången i Nederländernas politiska historia. En lång period av förhandlingar följde där flera personer efterträdde varandra som premiärministerkandidater och flera personer som utsågs av drottningen, enbart för att ta reda på vilken koalition som kunde bildas. Försöket av att bilda en koalition av liberaler, kristdemokrater och socialister misslyckades. Istället visade sig den enda möjligheten vara att bilda en mitten-höger koalition av liberaler och kristdemokrater (CDA), med stöd av Partij voor de Vrijheid (PVV), lett av Geert Wilders.
Efter att ha lyckats skapa denna minoritetsregering och fått den accepterad av sitt eget parti, av kristdemokraterna och av Geert Wilders, fortsatte Rutte genom att utnämna ministrar med Maxime Verhagen (CDA) som sin vice premiärminister.

### Parlamentsvalet 2012
I det nederländska valet 2012 var Rutte återigen VVD:s premiärministerkandidat. VVD vann 41 mandat och partiet fortsatte att vara det största partiet i andra kammaren. VVD formade sedan en koalitionsregering med Nederländernas arbetarparti, och kunde därefter fortsätta som premiärminister.
Regeringen satt hela mandatperioden ut fram till parlamentsvalet 2017.

### Parlamentsvalet 2017
I det nederländska valet 2017 var Rutte ånyo premiärministerkandidat för VVD och partiet vann 33 mandat. Efter en rekordlång period av regeringsförhandlingar formade VVD en koalitionsregering med Kristdemokratisk appell (CDA), Demokraterna 66 (D66) och ChristenUnie (CU). Den nya regeringen hade en knapp majoritet i parlamentet.

## Premiärminister: 2010–2023
Den 8 oktober 2010 utsågs han till formateur (uppgiften att bilda en ny regering) och bildade sedan sitt kabinett. Han presenterade sitt team för parlamentet. Teamet blev bekräftat med minsta möjliga majoritet.
Rutte är den första premiärministern i Nederländerna som inte är från ett kristdemokratiskt parti eller från ett arbetarparti sedan 1918, liksom den första liberala premiärministern sedan Pieter Cort van der Linden, som var premiärminister från 1913 till 1918.
På grund av oenigheter kring nedskärningar i den nederländska ekonomin, drog Frihetspartiet tillbaka sitt stöd i april 2012 och den 23 april 2012 lämnade därför Mark Rutte in sin avskedsansökan till drottning Beatrix av Nederländerna. I parlamentsvalet 2012 vann VVD 41 mandat och fortsatte att vara det största partiet i andra kammaren, vilket, efter en regeringsombildning, resulterade i att Rutte formade en koalitionsregering och majoritetsregering med det socialdemokratiska Arbetarpartiet. 
Regeringen Mark Rutte II svors in den 5 november 2012 och regerade hela mandatperioden ut. 
Under 2017 hölls ordinarie parlamentsval och efter regeringsbildningen tillträdde Regeringen Mark Rutte III den 26 oktober 2017. Mark Rutte har därmed chans att bli en av de tre nederländska premiärministrar som har regerat längst sedan andra världskriget. De andra två är Willem Drees och Ruud Lubbers. Rutte och hela regeringen avgick den 15 januari 2021 efter kritik mot regeringens roll i en bidragsskandal. Avgången skedde två månader innan det planerade parlamentsvalet. Den avgående regeringen fortsatte tills vidare leda Nederländernas som en övergångsministär.
Ruttes regering föll den 7 juli 2023 på grund av tvist om invandring. Han meddelade sedan den 10 juli att han skulle lämna politiken efter nästa val.

## Nato:s generalsekreterare

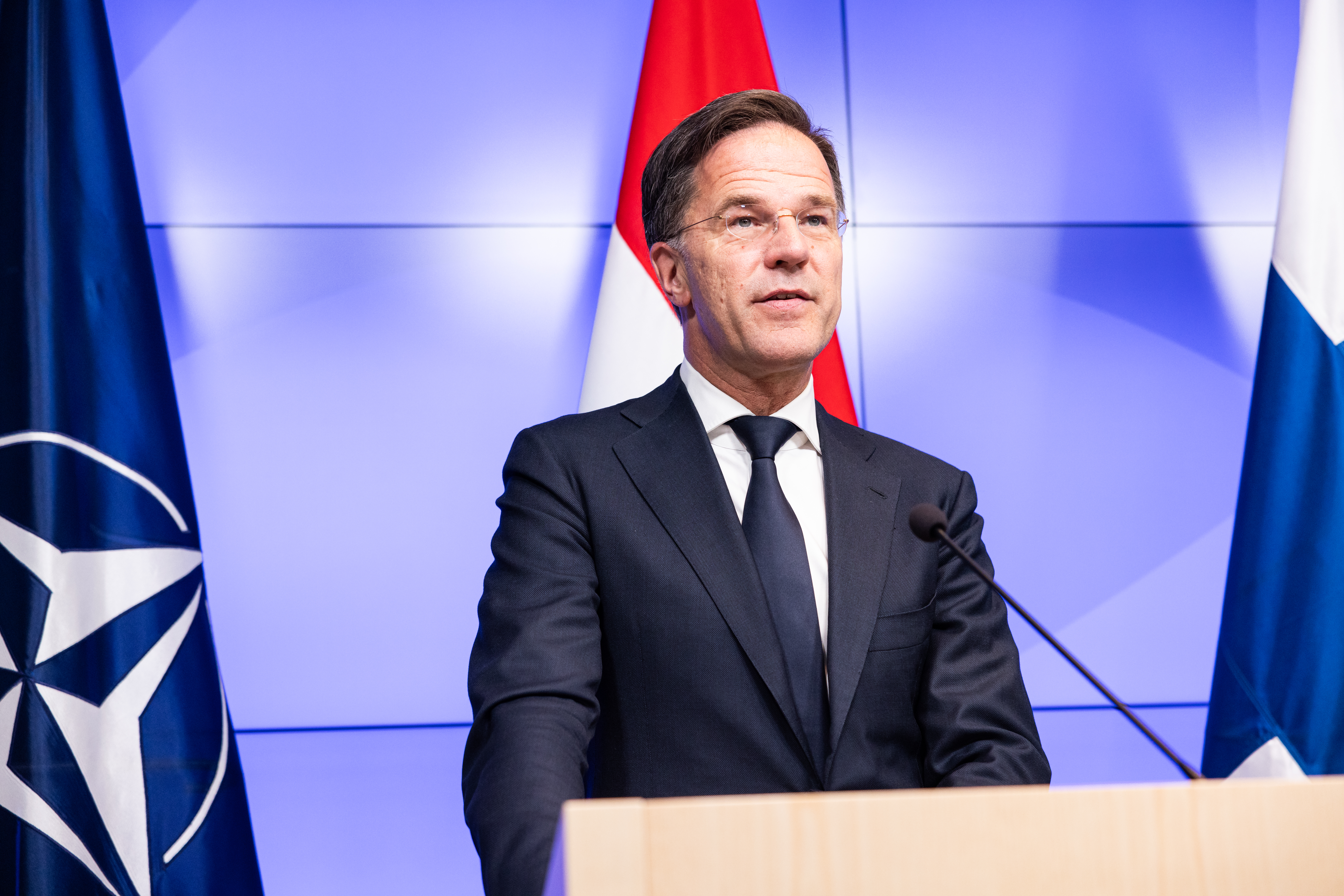
Rutte talar i Helsingfors i juni 2024.

Rutte efterträdde Jens Stoltenberg som Nato:s generalsekreterare den 1 oktober 2024 under ett ceremoniell överlämnande vid Natos högkvarter i Bryssel. Trots att han tidigare sagt att han ville fokusera på gymnasieundervisning efter sin tid som premiärminister tillkännagav han sin kandidatur till tjänsten i oktober 2023. Hans anbud fick offentligt stöd från regeringarna i USA, Storbritannien, Tyskland och Frankrike  i februari 2024. Rutte lyckades övervinna motståndet från de sista tveksamma, Turkiet, Ungern, Slovakien och Rumänien, under månaderna därefter, med hans enda motståndare, Rumäniens president Klaus Iohannis, som hoppade av en vecka innan hans officiella utnämning den 26 juni 2024.

## Privatliv
Mark Rutte är ogift och har inga barn. Han är medlem i den Protestantiska Kyrkan i Nederländerna. Han undervisar två timmar i veckan på Johan de Witt College i Haag.